# Skijaški skokovi na ZOI 2010.
Natjecanja u skijaškim skokovima na Zimskim olimpijskim igrama u Vancouveru održavala su se u Whistler Olympic Parku u zimovalištu Whistler. Natjecanja su se održavala od 12. do 22. veljače 2010. godine

### Mala skakaonica
| Plasman | Država    | Skakač                | Bodovi | Skok 1 (m) | Skok 2 (m) |
| ------- | --------- | --------------------- | ------ | ---------- | ---------- |
| 1.      | Švicarska | Simon Ammann          | 276,5  | 105,0      | 108,0      |
| 2.      | Poljska   | Adam Małysz‎           | 269,5  | 103,5      | 105,0      |
| 3.      | Austrija  | Gregor Schlierenzauer | 268,0  | 101,5      | 106,5      |
| 4.      | Finska    | Janne Ahonen          | 263,0  | 102,0      | 104,0      |
| 5.      | Njemačka  | Michael Uhrmann       | 262,5  | 103,5      | 102,0      |
| 6.      | Slovenija | Robert Kranjec        | 259,5  | 102,0      | 102,5      |
| 7.      | Slovenija | Peter Prevc           | 259,0  | 100,0      | 104,5      |
| 8.      | Austrija  | Thomas Morgenstern    | 258,5  | 102,0      | 101,5      |
| 9.      | Norveška  | Anders Jacobsen       | 257,0  | 99,5       | 104,0      |
| 10.     | Njemačka  | Martin Schmitt        | 256,0  | 99,5       | 103,5      |

Datum: 13. veljače 2010.

### Velika skakaonica
| Plasman | Država    | Skakač                | Bodovi | Skok 1 (m) | Skok 2 (m) |
| ------- | --------- | --------------------- | ------ | ---------- | ---------- |
| 1.      | Švicarska | Simon Ammann          | 283,6  | 144,0      | 138,0      |
| 2.      | Poljska   | Adam Małysz           | 269,4  | 137,0      | 133,5      |
| 3.      | Austrija  | Gregor Schlierenzauer | 262,2  | 130,5      | 136,0      |
| 4.      | Austrija  | Andreas Kofler        | 261,2  | 131,5      | 135,0      |
| 5.      | Austrija  | Thomas Morgenstern    | 246,7  | 129,5      | 129,5      |
| 6.      | Njemačka  | Michael Neumayer      | 245,5  | 130,0      | 130,0      |
| 7.      | Češka     | Antonín Hájek         | 240,6  | 128,0      | 129,0      |
| 8.      | Japan     | Noriaki Kasai         | 239,2  | 121,5      | 135,0      |
| 9.      | Slovenija | Robert Kranjec        | 233,7  | 118,5      | 135,5      |
| 10.     | Austrija  | Wolfgang Loitzl       | 230,3  | 129,5      | 121,5      |

Datum: 20. veljače 2010.

### Momčadsko natjecanje
| Plasman                    | Država    | Skakači                                                                    | Bodova | Skokovi (m)                                     |
| -------------------------- | --------- | -------------------------------------------------------------------------- | ------ | ----------------------------------------------- |
| 1.                         | Austrija  | Wolfgang Loitzl Andreas Kofler Thomas Morgenstern Gregor Schlierenzauer    | 1107,9 | 138,0/138,5 132,0/142,0 135,5/135,0 140,5/146,5 |
| 2.                         | Njemačka  | Michael Neumayer Andreas Wank Martin Schmitt Michael Uhrmann               | 1035,8 | 137,0/133,5 128,5/139,0 128,0/122,0 135,0/140,0 |
| 3.                         | Norveška  | Anders Bardal Tom Hilde Johan Remen Evensen Anders Jacobsen                | 1030,3 | 128,0/127,0 127,5/139,0 131,5/129,5 138,0/140,5 |
| 4.                         | Finska    | Matti Hautamäki Janne Happonen Kalle Keituri Harri Olli                    | 1014,6 | 133,5/130,0 128,5/139,0 123,0/132,0 134,0/134,5 |
| 5.                         | Japan     | Daiki Itō Taku Takeuchi Shōhei Tochimoto Noriaki Kasai                     | 1007,7 | 129,5/133,5 125,5/129,5 128,0/132,0 133,5/140,0 |
| 6.                         | Poljska   | Stefan Hula Łukasz Rutkowski Adam Małysz                                   | 996,7  | 129,0/127,5 123,0/127,5 126,5/134,5 136,5/139,5 |
| 7.                         | Češka     | Antonín Hájek Roman Koudelka Lukáš Hlava Jakub Janda                       | 981,8  | 129,0/135,0 131,0/135,5 125,0/126,0 128,0/129,0 |
| 8.                         | Slovenija | Primož Pikl Mitja Mežnar Peter Prevc Robert Kranjec                        | 958,8  | 124,0/119,5 126,5/131,0 132,0/127,5 129,0/139,0 |
| Nisu se plasirali u finale |           |                                                                            |        |                                                 |
| 9.                         | Francuska | Vincent Descombes Sevoie David Lazzaroni Alexandre Mabboux Emmanuel Chedal | 419,8  | 125,0 108,5 127,5                               |
| 10.                        | Rusija    | Pawel Karelin Denis Kornilow Ilja Rosljakow Dmitri Ipatow                  | 414,1  | 114,5 129,5 119,5 118,5                         |
| 11.                        | SAD       | Anders Johnson Peter Frenette Taylor Fletcher Nicholas Alexander           | 340,0  | 115,5 124,5 88,5 119,0                          |
| 12.                        | Kanada    | MacKenzie Boyd-Clowes Trevor Morrice Eric Mitchell Stefan Read             | 294,6  | 105,0 101,0 102,0 114,0                         |

## Lista medalja
| Lista medalja |           |       |        |        |        |
| Mjesto        | Država    | Zlato | Srebro | Bronca | Ukupno |
| 1.            | Švicarska | 2     | –      | –      | 2      |
| 2.            | Austrija  | 1     | -      | 2      | 3      |
| 3.            | Poljska   | –     | 2      | -      | 2      |
| 4.            | Njemačka  | –     | 1      | –      | 1      |
| 5.            | Norveška  | –     | –      | 1      | 1      |

## Vanjske poveznice
- Službena olimpijska stranica u skijaškim skokovima